# Kahoot!
Kahoot! là một công cụ học tập dựa trên nền tảng trò chơi, được áp dụng trong công nghệ giáo dục tại các trường học. Trò chơi được sử dụng ở đây là những câu hỏi trắc nghiệm, không chỉ là những câu hỏi lý thuyết đơn thuần, người dùng có thể tích hợp thêm hình ảnh và video vào bài.
Bản chất của Kahoot! là một website, vì thế, người học có thể trả lời những câu hỏi thông qua trình duyệt web trên mọi thiết bị có kết nối internet.

## Tổng quan

Trò chơi Kahoot! được tổ chức tại giảng đường Đại học Oslo

Kahoot! được sử dụng trong hệ thống lớp học tương tác, và câu hỏi sẽ được chiếu trên một màn hình chung. Tất cả người chơi sẽ sử dụng thiết bị của họ (điện thoại thông minh, laptop, PC...) để trả lời các câu hỏi do giáo viên đưa ra. Những câu hỏi này có thể được tính điểm, và người chơi trả lời nhanh nhất sẽ được cộng điểm thưởng. Điểm sau đó sẽ hiển thị trên bảng thành tích sau mỗi câu hỏi.

## Phát triển
Kahoot! đã ra mắt riêng bản beta tại SXSWedu vào tháng 3 năm 2013 và bản beta đã được phát hành cho công chúng vào tháng 9 năm 2013.
Vào tháng 3 năm 2017, Kahoot cán mốc một tỷ người chơi tham gia. Tháng 5 cùng năm, công ty báo cáo rằng có 50 triệu người dùng hoạt động hàng tháng.
Vào tháng 9 năm 2017, Kahoot đã khởi chạy ứng dụng di động cho bài tập về nhà.
Tính đến năm 2017, Kahoot đã huy động được 26,5 triệu USD từ Northzone, Creandum và Microsoft Ventures, cũng như các nhà đầu tư tư nhân ở Na Uy.